# Juan Antonio Carcelén
Juan Antonio Carcelén García (Albacete, España, 28 de abril de 1954) es un exfutbolista español que se desempeñaba como centrocampista.
Debutó en primera división en la temporada 1974/75 con el Hércules C. F., en la temporada 1981/82 fue traspasado al Real Madrid consiguiendo el campeonato de liga esa misma temporada.
Tras retirarse del fútbol en 1985 por una grave lesión de rodilla, formó parte durante varias décadas del cuerpo técnico del Hércules C. F.  así como del fútbol base del club alicantino. A finales de la temporada 1989/90 se haría cargo de dirigir al primer equipo, cargo que ocupó durante 15 partidos.
Es comentarista habitual de Radio Alicante para los encuentros del Hércules C.F.

## Clubes
| Club              | País   | Año       |
| ----------------- | ------ | --------- |
| Albacete Balompié | España | 1970-1971 |
| Hércules C. F.    | España | 1972-1973 |
| A. D. Hellín      | España | 1973-1974 |
| Hércules C. F.    | España | 1974-1981 |
| Real Madrid C. F. | España | 1981-1984 |
| Hércules C. F.    | España | 1984-1985 |